# San José El Rodeo
El Rodeo — también conocido como San José El Rodeo («San José»: en honor a su santo patrono José de Nazaret; «El Rodeo»: por un corral para animales que había bajo la ceiba del parque)—, es un municipio de la República de Guatemala que se encuentra en el suroeste del país, en el departamento de San Marcos. Contaba con 18, 396 habitantes de acuerdo con el censo de población de 2018.
Fue fundado el 12 de marzo de 1834 y desde 1954 es conocido como «San José El Rodeo».

## Toponimia
En la localidad había una frondosa ceiba que daba sombra, en muchos metros a la redonda, lo cual era aprovechado por los viajeros para darles pasto y descanso a sus animales.  Alrededor de la Ceiba había un corral para los animales y por eso se le llamó «El Rodeo». Los mercaderes y las milicias que viajaban a Chiapas aprovechaban este lugar para descansar por las noches, pues debido a su clima templado, era propicio para el descanso.[cita requerida]  El santo patrono de la localidad es San José.

## Geografía física

### Clima
La cabecera municipal de San José El Rodeo tiene clima tropical (Köppen: Am).

### Ubicación geográfica
Las colindancias de San José El Rodeo son todas por municipios del departamento de San Marcos:
- Norte: San Pablo
- Sur y sureste: El Tumbador, municipio del departamento de San Marcos
- Este: San Rafael Pie de la Cuesta y El Tumbador
- Oeste: Catarina[5]

|                 | Norte: San Pablo |                                               |
| Oeste: Catarina |                  | Este: San Rafael Pie de la Cuesta El Tumbador |
|                 | Sur: El Tumbador | Sureste: El Tumbador                          |

## Gobierno municipal
Los municipios se encuentran regulados en diversas leyes de la República, que establecen su forma de organización, lo relativo a la conformación de sus órganos administrativos y los tributos destinados para los mismos.  Aunque se trata de entidades autónomas, se encuentran sujetas a la legislación nacional. Las principales leyes que rigen a los municipios en Guatemala desde 1985 son:
| N.º | Ley                                                | Descripción |
| --- | -------------------------------------------------- | --- |
| 1   | Constitución Política de la República de Guatemala | Tiene una regulación legal específica para los municipios en los artículos 253 al 262. |
| 2   | Ley Electoral y de Partidos Políticos              | Ley de carácter constitucional aplicable a los municipios en el tema de la conformación de sus autoridades electas. |
| 3   | Código Municipal                                   | Decreto 12-2002 del Congreso de la República de Guatemala. Tiene la categoría de ley ordinaria y contiene preceptos generales aplicables a todos los municipios, e inclusive contiene legislación referente a la creación de los municipios.             |
| 4   | Ley de Servicio Municipal                          | Decreto 1-87 del Congreso de la República de Guatemala. Regula las relaciones entra la municipalidad y los servidores públicos en materia laboral. Tiene su base constitucional en el artículo 262 de la constitución que ordena la emisión de la misma. |
| 5   | Ley General de Descentralización                   | Decreto 14-2002 del Congreso de la República de Guatemala. Regula el deber constitucional del Estado, y por ende del municipio, de promover y aplicar la descentralización y desconcentración económica y administrativa.                                |

El gobierno de los municipios de Guatemala está a cargo de un Concejo Municipal mientras que el código municipal —que tiene carácter de ley ordinaria y contiene disposiciones que se aplican a todos los municipios de Guatemala— establece que «el concejo municipal es el órgano colegiado superior de deliberación y de decisión de los asuntos municipales […] y tiene su sede en la circunscripción de la cabecera municipal». Por último, el artículo 33 del mencionado código establece que «[le] corresponde con exclusividad al concejo municipal el ejercicio del gobierno del municipio».
El concejo municipal se integra con el alcalde, los síndicos y concejales, electos directamente por sufragio universal y secreto para un período de cuatro años, pudiendo ser reelectos.
Existen también las Alcaldías Auxiliares, los Comités Comunitarios de Desarrollo (COCODE), el Comité Municipal del Desarrollo (COMUDE), las asociaciones culturales y las comisiones de trabajo. Los alcaldes auxiliares son elegidos por las comunidades de acuerdo a sus principios, valores, procedimientos y tradiciones, estos se reúnen con el alcalde municipal el primer domingo de cada mes. Los Comités Comunitarios de Desarrollo y el Consejo Municipal de Desarrollo tiene como función organizar y facilitar la participación de las comunidades priorizando necesidades y problemas.
Los alcaldes que ha habido en el municipio han sido:
- 2012-2016: Juan Aguilar[7]
- 2016-2020: Wilde Joel Fuentes

## Historia

### Fundación del poblado
Los primeros pobladores llegaron procedentes de Écija, Valle de Écija, descendientes de los conquistadores españoles que arribaron con Pedro de Alvarado en la década de 1520; de hecho, en la región del Valle de Écija existe una aldea llamada «El Rodeo». 
El municipio recibió el nombre de San José El Rodeo en 1954.[cita requerida]

### Propiedades de expresidente Roxana Baldetti
El 21 de septiembre de 2015, el diario guatemalteco ElPeriódico publicó una nota informativa en la que aseguraba que luego del allanamiento a las oficinas de Salvador Estuardo González Álvarez —«Eco»— durante la primera ola de capturas del Caso de La Línea el 16 de abril de 2015, el Ministerio Público encontró información sobre una propiedad a nombre de Mariano Paz Montes, esposo de la expresidenta Roxana Baldetti, quien desde 2014 habría adquirido parte de la Finca La Florida, en San José El Rodeo.

## Recursos naturales
El Municipio cuenta con importantes recursos hídricos, como el río Cabuz y el río Islamá, aptos para la instalación de Minicentrales Hidroeléctricas de bajo impacto ambiental que podrían incrementar la actividad económica del Municipio y ser fuentes de empleo. Las Minicentrales Hidroeléctricas instaladas son la Hidroeléctrica «Los Cerros» y la hidroeléctrica ubicada en Finca San Jerónimo.

## Fiestas
Sus fiestas se celebran en honor de San José entre el 14 y el 20 de marzo.

## Galería

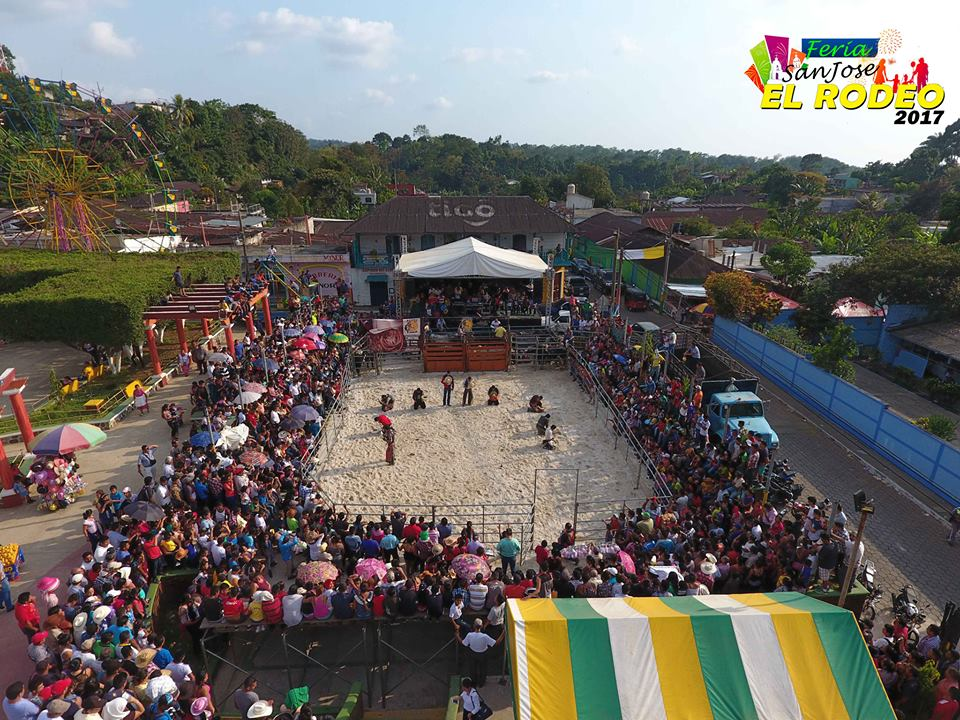
Plaza de toros
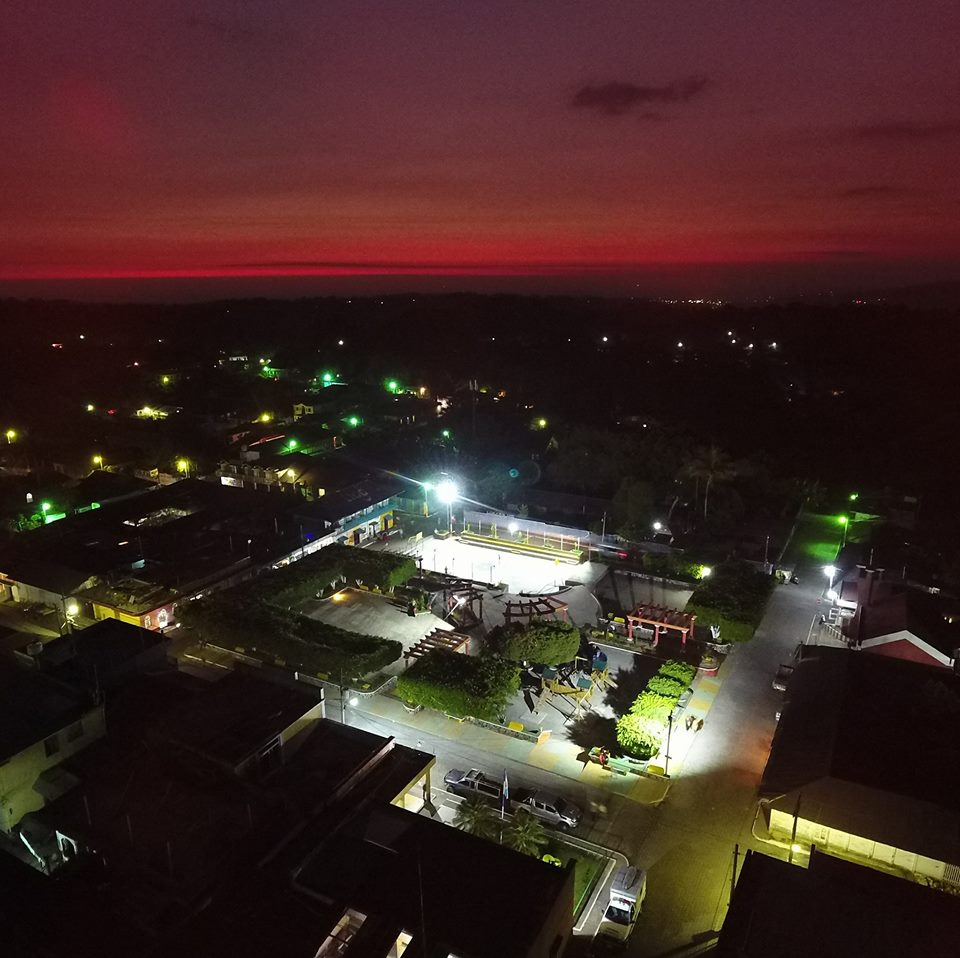
Vista general
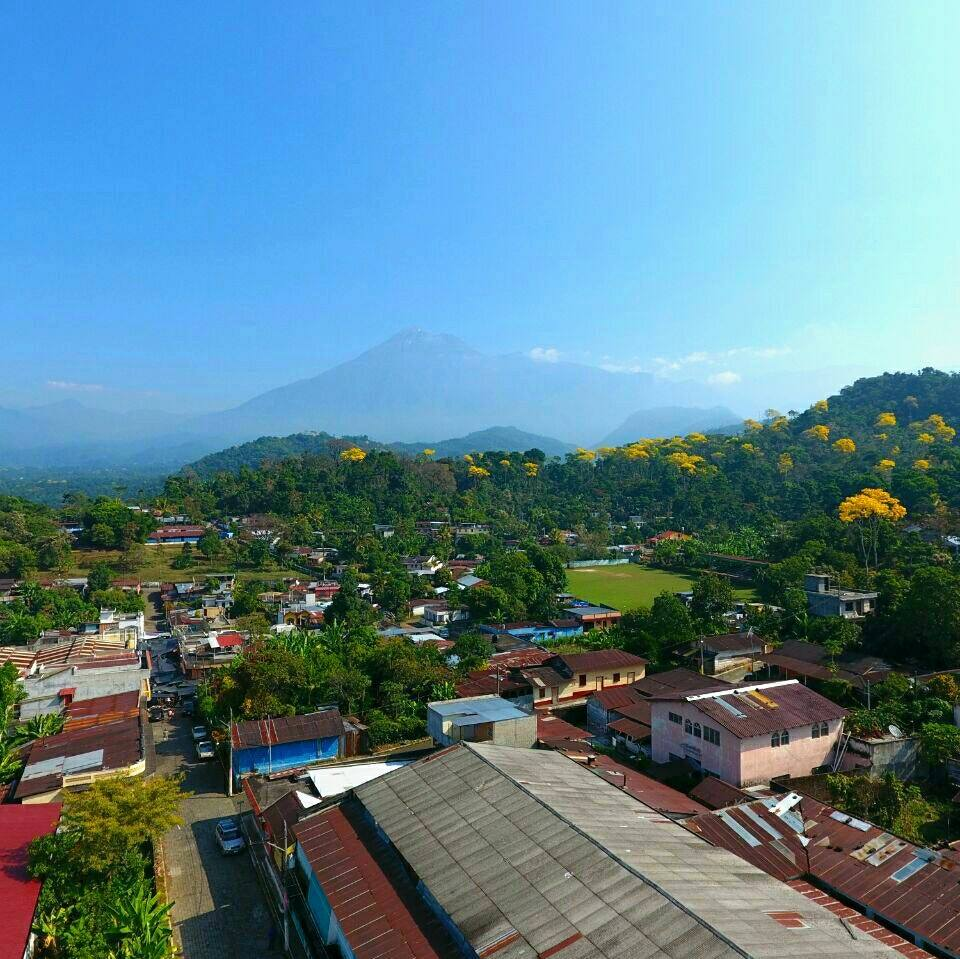
Vista aérea